# Staré Brno
Staré Brno (niem. Alt-Brünn) – miejska i katastralna części Brna, o powierzchni 168 ha. Leży na terenie gmin katastralnych Brno-střed.